# Gut Buskow

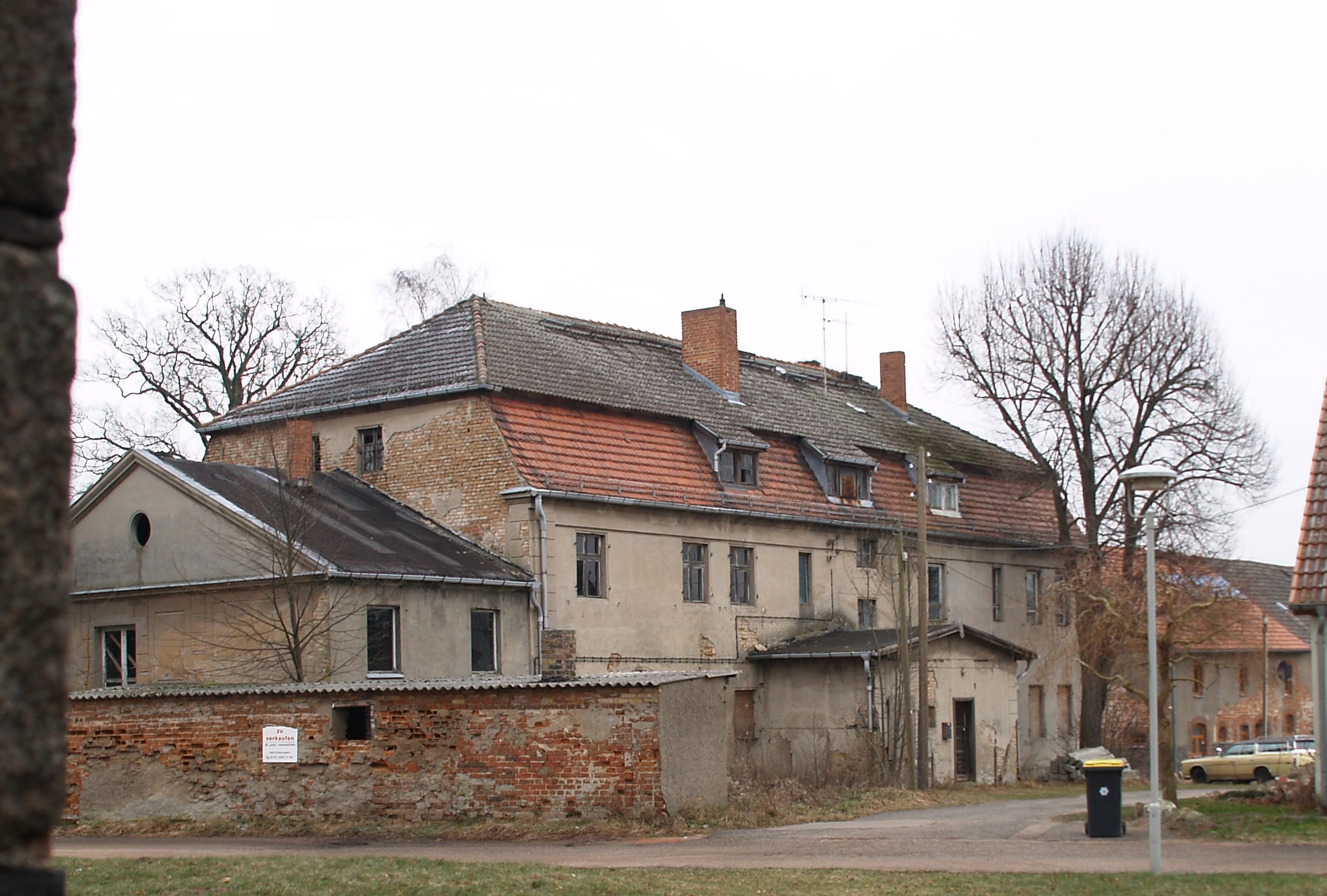
Gutshaus Buskow im Februar 2012

Gut Buskow ist ein Gutshaus im Neuruppiner Ortsteil Buskow.

## Lage und Umgebung
Das Gut liegt im Dorfkern von Buskow, gleich neben der Buskower Kirche.

## Architektur
Der barocke, in Teilen neoklassizistische Bau wurde erstmals 1706 schriftlich erwähnt. In den Jahren 1800–1850, 1900–1930 und 1975 folgten verschiedene Erweiterungen und Umbauten. Der Baukörper ist kompakt, das Tonnengewölbe im Keller hat teilweise bis zu zwei Meter dicke Außenmauern aus Feld- und Ziegelsteinen.
Das gesamte Gebäude ist ein Ziegel-Massivbau mit Kalk- und Kalk-Zement-Putz. Gut Buskow hat zudem ein Schopfwalmdach. Die Wohnfläche beträgt rund 1000 Quadratmeter, die gesamte Nutzfläche rund 1600 Quadratmeter.

## Geschichte des Gebäudes

Gutshaus Buskow um 1910

Die erstmalige schriftliche Erwähnung des Gebäudes erfolgte im Jahr 1687, in dem das Gutshaus von Johann Litzmann in Auftrag gegeben wurde, der in Buskow einen Rittersitz erbaute. Es gab zuvor bereits ein Gutshaus in Buskow, welches aber im Nordischen Krieg niedergebrannt wurde. Buskow wurde in den Folgejahren neu aufgebaut. Das genaue Baujahr des Gutshauses ist nicht bekannt, jedoch findet das Gebäude im Jahr 1706 Erwähnung, in dem das Gutshaus dem Husarengeneral von Schwendy gehörte.
Eine weitere Erwähnung folgte im Jahr 1713, in dem Hans Joachim von Zieten sich bei General von Schwendy vorstellte.
Heute ist eine lückenlose Verfolgung der Besitzer des Gutes schwierig, jedoch findet das Anwesen bis 1745 Erwähnung zu den Besitzern von Oppen und Freiherr von Taker, sowie 1758 Generalfeldmarschall Friedrich Wilhelm von Dossow. Nach dessen Ableben erwarb Hans Joachim von Zieten das Anwesen. 1765 besuchte Friedrich der Große von Zieten im Gutshaus. Am 25. Januar 1771 erwarb Oberstwachtmeister Franz Casimir von Kleist das Gutshaus.
Der zweite größere Umbau von etwa 1900–1930 brachte unter anderem den Anbau des vorgelagerten Heizhauses und des Eingangsgebäudes hervor. Am Ende des Zweiten Weltkriegs besetzte die Rote Armee den Ort. Das Gut, das sich seit 1929 im Besitz der Familien von Oppen und von Rohr befand, wurde im Herbst 1945 im Zuge der Bodenreform in der SBZ enteignet und das Gutshaus später in der DDR, etwa ab 1960, als Wohn- und Geschäftshaus genutzt. Beim dritten größeren Umbau 1975 wurde das Gebäude zu einem Lebensmittelgeschäft, einer Arztpraxis und mehreren abgeschlossenen Wohnungen umgewidmet. Nach der Wende übernahm 1990 die Stadt Neuruppin das Gebäude und ließ es mit nur kleinen Unterbrechungen bis Anfang 2012 leer stehen.
Das Gebäude ist denkmalgeschützt.